# 光塔路
光塔路是中國廣州市越秀區的一條東西走向的道路，位於朝天路及米市路以西，人民中路以東。為西至東單行綫，西端為人民路高架路其中一個出口。長493米，寬9米。光塔路一帶為廣州回族、滿族聚居地，著名的光塔及懷聖寺均位於光塔路。

## 歷史
光塔路原稱光塔街， 古代在阿拉伯語稱呼為“大食街”、“大紙街”，因有大批大食人聚居而得名。由於廣州是中國最早開放的通商口岸之一、昔日海上絲綢之路起點，同時也是各種宗教傳入中國登陸點之一，因此，早在唐代，光塔街已經是著名的“蕃街”，而光塔路附近區域為“蕃坊”，商賈如雲，有沿著海上絲綢之路來中國貿易的各國商人。宋代時，光塔路附近是内港，懷聖寺光塔頂尖安裝的金鷄指示風向，成爲了外來船隻的導航標。1934年市政府擴建光塔街和大紙街，成光塔路。

## 特色
光塔路上的居民經過多次遷徙，散居廣州各地，如今和歷史上的“蕃坊”已相距甚遠，道路建築和附近老城區也無太大分別。但是，仍然有大量回族、滿族居民居住此路段，而且光塔路兩旁有大量經營伊斯蘭食品、服飾、用品的商舖。由於路面較窄，光塔路平日較爲寧靜，但是適逢伊斯蘭教禮拜日以及每年的大節日如古爾邦節、開齋節，就有大量信封伊斯蘭教的教徒進入懷聖寺，光塔路一帶非常熱鬧。

## 與之交匯的道路
道路顺序由東往西排列：
- 朝天路
- 米市路
- 海珠中路
- 纸行路
- 人民中路

## 兩旁的主要建築物/機構
由東往西排列：
- 越秀區人民法院
- 懷聖寺
- 光塔
- 滿族小學

## 交通
巴士
- 56路：光塔路總站
- 58路：光塔路站

地鐵
- 广州地铁1号线：西門口站

均在鄰近光塔路位置設有出口。